# Educazione di una canaglia
Educazione di una canaglia (Education of a Felon) è l'autobiografia dello scrittore statunitense Edward Bunker pubblicata nel 2000. In Italia è edita da Einaudi. È considerato il suo capolavoro ed Edward Bunker è stato definito dal Los Angeles Times capace di descrivere l'altro mondo dei reietti con la passione e l'intensità di chi ha vissuto una vita sul margine. Il libro è anche un panorama della violenza delle carceri americane. 
Il libro è voluminoso e consta di 14 capitoli. Nella prefazione del libro, Edward Bunker dichiara di dedicare i suoi scritti al figlio, aggiungendo un augurio che egli possa giocare le carte in maniera migliore di quanto lui abbia fatto. L'utilizzo del turpiloquio è piuttosto frequente e serve a rendere l'idea degli ambienti descritti nel libro, così come riprodotto nel film Le iene (film).

## Trama
Come una bestia feroce già presentava molti tratti autobiografici, ma è Educazione di una canaglia che narra in prima persona della vita di Edward Bunker. 
Nato a Hollywood, fin da ragazzino Eddie conosce il disagio sociale e le difficoltà di inserimento nella società. Sin da bambino il suo carattere focoso gli costa l'espulsione da parte di praticamente tutte le scuole di Los Angeles e dintorni. In seguito al divorzio dei genitori e a svariate fughe dagli istituti che frequentava, viene affidato al servizio sociale. Poco dopo entra in riformatorio e poi, per un periodo di tempo limitato, in un ospedale psichiatrico perché ritenuto uno squilibrato: alcuni medici avevano infatti notato che parlava come un libro stampato ma agiva da criminale. Qui subisce svariate violenze da parte dei secondini anche a causa del suo carattere turbolento.
A 15 anni viene arrestato e trasferito alla prigione della contea di Los Angeles da cui esce grazie all'avvocato Al Matthews. Intanto, grazie a Matthews conosce Louise Fazenda Wallis, moglie del produttore cinematografico Hal B. Wallis, che lo assume come factotum per cercare di allontanarlo dal mondo del crimine. Tuttavia poco più tardi venne arrestato per spaccio di Marijuana e, grazie ai suoi precedenti, a soli 17 anni stabilisce il poco invidiabile primato di essere il più giovane recluso di tutti i tempi nel famoso carcere di San Quintino. 
A San Quintino, Bunker viene a conoscenza del fatto che Caryl Chessman, che aveva già conosciuto nella prigione della contea di Los Angeles, sta scrivendo un libro sulle sue vicende giudiziarie. Bunker decide quindi di provare la via della letteratura anche lui come mezzo per affrancarsi dal mondo del crimine una volta uscito. Grazie all'influenza di Mrs Wallis, con cui è in contatto per corrispondenza, riesce a rimediare una macchina da scrivere con cui redige il suo primo romanzo.
Nel '56 Bunker lascia San Quintino per la libertà provvisoria ma, nonostante cerchi di allontanarsi dal mondo del crimine, viene arrestato e spedito a Folsom qualche anno più tardi.
Dopo sette romanzi inediti scritti in prigione, il primo romanzo verrà però pubblicato solo nel 1973, No Beast So Fierce (in italiano, Come una bestia feroce), da cui verrà tratto il film Vigilato speciale con Dustin Hoffman.
Nel 1975, dopo una vita passata a entrare e a uscire da prigioni e a infrangere la libertà provvisoria, inizia a trovare non solo il successo letterario, ma anche una vita tranquilla.

## Edizioni
- Edward Bunker, Educazione di una canaglia, traduzione di Emanuela Turchetti, collana Einaudi Tascabili, Einaudi, 2008,  p. 519, ISBN 978-88-06-19143-6.